# Théâtre de Vanemuine

Le théâtre de Vanemuine est un théâtre à Tartu en Estonie. 

## Histoire
C’est le premier théâtre en langue estonienne. La Société de Vanemuine a été fondée en 1865 par Johann Voldemar Jannsen. En 1869 la société a organisé le premier Festival de chant à Tartu, où près de mille chanteurs et musiciens venus de tout le pays furent réunis. Le 24 juin 1870, pour le cinquième anniversaire de la société, une pièce intitulée Cousin de Saaremaa est produite (Saaremaa est une île d’Estonie) par Lydia Koidula. 
Cela marque la naissance du théâtre national d’Estonie et même du théâtre de Vanemuine. L'année 1883 est considérée comme le début du théâtre musical estonien. Le drame Preciosa de P.A. Wolff, musique de C.M. Weber, y a été mis en scène. 
Initialement le théâtre était dans la rue Jaama, mais il fut détruit par un incendie en 1903. Le nouveau bâtiment du théâtre fut construit par Armas Lindgren et fut ouvert en 1906 dans la rue Aia (maintenant connue sous le nom de Vanemuise). C’est alors que le théâtre est devenu professionnel. La cérémonie d’ouverture fut dirigée par Mihkel Lüdig. 
De 1906 à 1914, le théâtre est dirigé par Karl Menning, diplômé de l'Université de Tartu, la faculté de théologie. Il avait également étudié à Berlin la réalisation. L’orchestre symphonique de Vanemuine est fondé en 1908. La saison principale des programmes était en été. De 1914 à 1921, il est dirigé par un étudiant de Menning, Ants Simm. Que ce soit de la fin de la Première Guerre mondiale, sous l’occupation et lors de la Guerre de la Liberté, l'activité du théâtre ne s’arrête jamais.
Les années 1925-1931 sont des années difficiles pour le théâtre : il y a peu de public et en même temps la charge de la dette grossit. En 1935, l'administration change. Le premier opéra d’Estonie, Vikerlased d’Aava, est mis en scène et, en 1939, le premier spectacle indépendant de danse Le Carnaval de Tchaïkovski est monté. La même année la nouvelle salle du théâtre, pour 500 personnes, est terminée et la vieille salle reconstruite en salle de concert.
Pendant l’occupation Allemande, le théâtre a continué son activité. Un événement vraiment important est le ballet Kratt d’Eduard Tubin en 1944. Cette dernière année, le théâtre est perturbé : le bâtiment est détruit totalement pendant la Deuxième Guerre mondiale et déménage au théâtre allemand de Tartu (devenu la Petite Vanemuine).
De 1950 à 1953, la troupe du ballet est dispersée. Ensuite Vanemuine commence à avoir un rôle très important dans la vie culturelle estonienne. En 1967, le théâtre de Vanemuine habite un nouveau bâtiment sur la place de l’ancien bâtiment, qui avait été détruit pendant la guerre. Ce bâtiment est maintenant connu sous le nom Grande Maison de Vanemuine. On a ouvert la nouvelle salle du théâtre avec 682 places assises. La salle de concert fut ouverte en 1970.
Il y a encore un autre incendie en 1978 et la Petite Maison de Vanemuine est endommagée. En 1990 elle était encore ouverte. Pendant les années suivantes, l’administration, les acteurs et les danseurs ont été changés en même temps. 
Depuis 2007, le théâtre est dirigé par Paavo Nõgene.

## Galerie

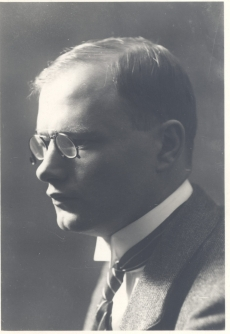
August Gailit, directeur du théâtre de Vanemuine entre 1932 et 1934.
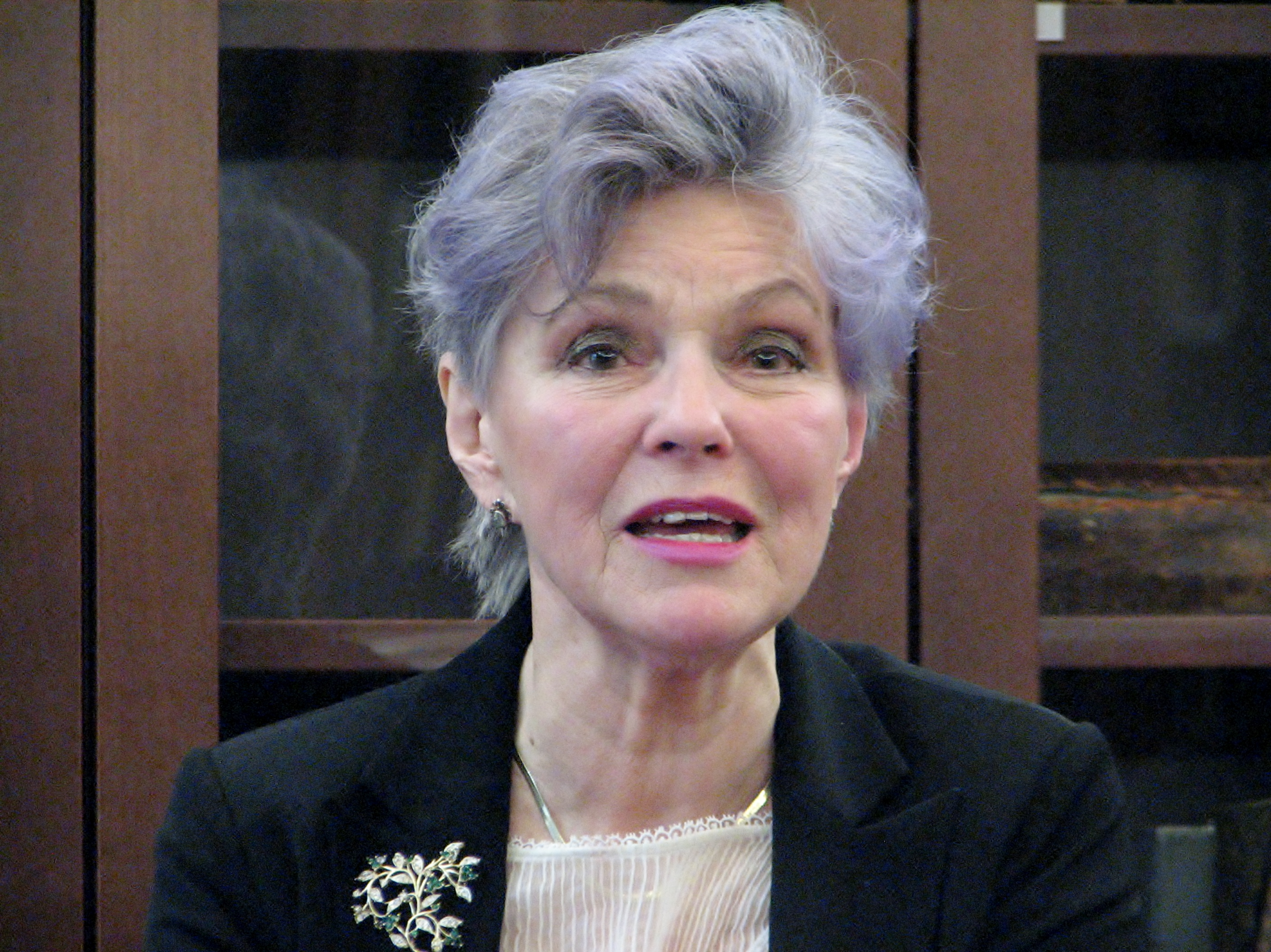
Liina Orlova fut actrice au théâtre de Vanemuine entre 1972 et 1984.
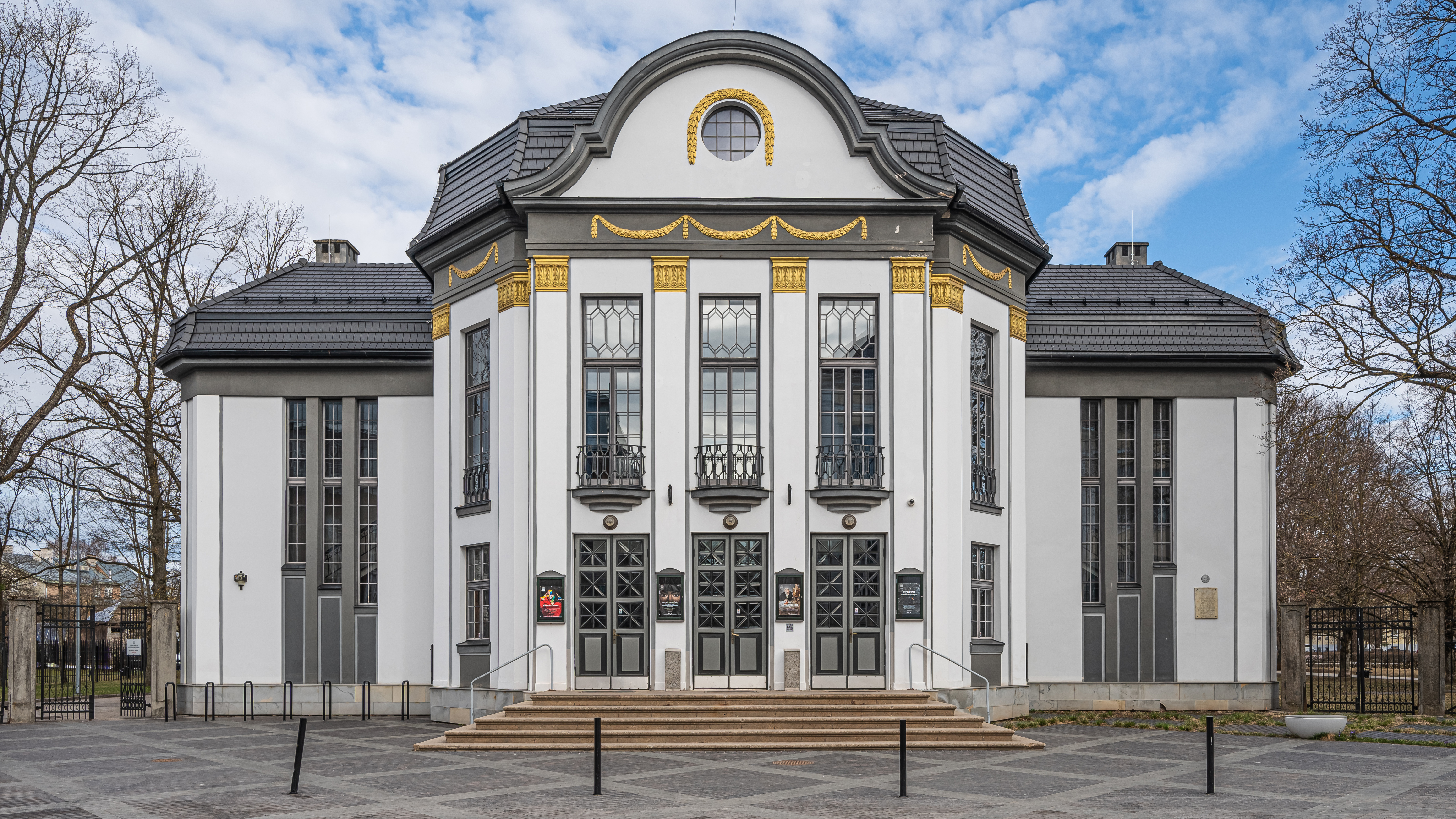
Le petit batiment du théâtre de Vanemuine. Avril 2022.